# 摩納哥熱帶公園
摩納哥熱帶公園（法語：Jardin Exotique de Monaco）是位於摩納哥的一個植物園。摩納哥熱帶公園開業於1933年，擁有超過千種多肉植物，特別是仙人掌類。

## 外部連結
- Jardin Exotique website
- The Unofficial Guide to the Jardin Exotique with Photo Album （页面存档备份，存于）

43°43′56″N 7°24′50″E / 43.73222°N 7.41389°E